# Hammarby IF (hockey sur glace)
Pour les autres sections du club omnisports, voir Hammarby IF.
Le Hammarby IF est une équipe de hockey sur glace de la ville Stockholm en Suède. L'équipe évolue en Allsvenskan, le second échelon suédois.

## Historique
Le club a été créé en 1921. L'équipe a remporté à huit reprises le titre de champion de Suède, la dernière fois en 1951. Elle évolue actuellement en Allsvenskan.

## Palmarès
- Vainqueur de l'Elitserien: 1932, 1933, 1936, 1937, 1942, 1943, 1945, 1951.
- Vainqueur de l'Allsvenskan: 1982, 1984, 1990, 1993, 1994, 2000, 2003.
- Vainqueur de la Division 1: 1958, 1963, 1964, 1965, 1968, 1973, 1975.